# Муар (город)
Муар (малайск. Muar, также Бандар-Махарани) — исторический город и административный центр округа Муар в штате Джохор Малайзии. Это один из самых популярных туристических городов в Малайзии. 5 февраля 2012 года Муар был объявлен королевским городом Джохора султаном Ибрагимом Исмаилом. Является четвёртым по величине городским ареалом (после Джохор-Бару, Бату-Пахат и Клуанг) в Джохоре.
Муар — один из самых чистых городов Юго-Восточной Азии, удостоенный награды Asean Clean Tourist City Standard Award 2017 и 2022.